# José Morelló del Pozo
José Morelló del Pozo fou un polític valencià, alcalde de Castelló i diputat a les Corts Espanyoles durant la Segona República.

## Biografia
Estava casat amb Concepción Gasset Solis, filla de Fernando Gasset Lacasaña. Militant del Partit d'Unió Republicana Autonomista (PURA), fou regidor de l'ajuntament de Castelló de la Plana pel districte del Grau de 1911 a 1918, alcalde de 1920 a 1922 i regidor fins al 1923, quan fou destituït per la Dictadura de Primo de Rivera.
El 1930 fou escollit novament regidor per Castelló, càrrec que abandonà per a ser membre de la diputació provincial. Fou elegit diputat per la província de Castelló a les eleccions generals espanyoles de 1933 pel Partit Radical de Castelló. La seva muller, Concepción Gasset Solis, fou una destacada membre de l'Agrupació Femenina Radical de Castelló.
Es distingí per no donar suport al govern d'Alejandro Lerroux i s'enfrontà al seu company de partit, Vicente Cantos Figuerola. A les eleccions generals espanyoles de 1936 no fou escollit.